# Willem Johan Cornelis Huyssen van Kattendijke
Willem Johan Cornelis ridder Huyssen van Kattendijke ('s-Gravenhage, 22 januari 1816 – aldaar, 6 februari 1866) was een Nederlands militair en staatsman.
Huyssen van Kattendijke studeerde rechten en was later zeeofficier. In die hoedanigheid gaf hij Japanners onderwijs in de zeevaartkunde. Hij was minister in het kabinet-Van Zuylen van Nijevelt-Van Heemstra en het tweede kabinet-Thorbecke.

## Overlijden
Begin januari 1866 werd Huyssen van Kattendijke, kort nadat hij de begroting van zijn departement had verdedigd in de Eerste Kamer, ernstig ziek. De dagen daarop verergerde zijn toestand, die als zorgelijk werd omschreven. Hoewel zijn toestand een week later licht was verbeterd, werd de kans op herstel twee weken later nihil geschat. Enkele dagen later overleed hij in functie op 50-jarige leeftijd. De portefeuille van Huyssen van Kattendijke werd tijdelijk overgenomen door Johan Blanken, voordat Eppo Cremers tot zijn opvolger werd benoemd.

## Familie
Hij was de zoon van minister Jan Willem Huyssen van Kattendijke en de kleinzoon van Tweede Kamerlid Willem Jacob Huyssen van Kattendijke.
In 1842 trouwde hij Gustavine Otteline Frédérique Sophie barones van Nagell (1822-1883), dochter van Carel Anne Daniël baron van Nagell (1790-1868) en Otteline Frederica Louise gravin Bentinck, vrouwe van Nederhemert (1793-1868). Bij wie hij meerdere kinderen had.